# Tamago kake gohan
Tamago kake gohan (卵かけご飯, « sauce d'œuf au-dessus de riz ») est un plat populaire japonais, souvent mangé au petit déjeuner. Il consiste en du riz bouilli mélangé à un œuf cru battu, avec ou sans ajout de sauce soja.

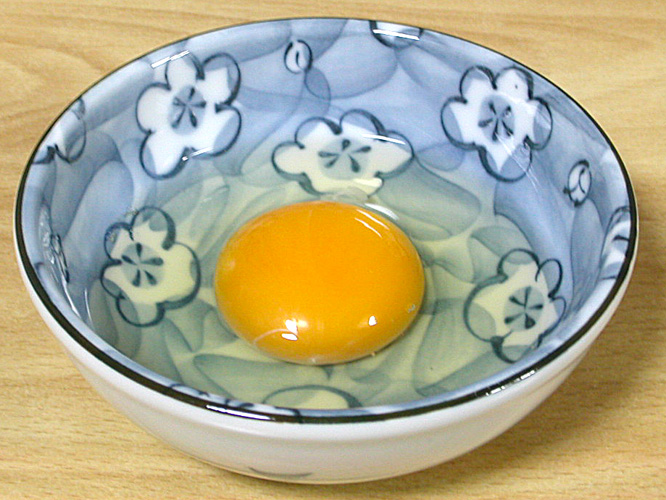
Cassez un œuf frais dans un bol.
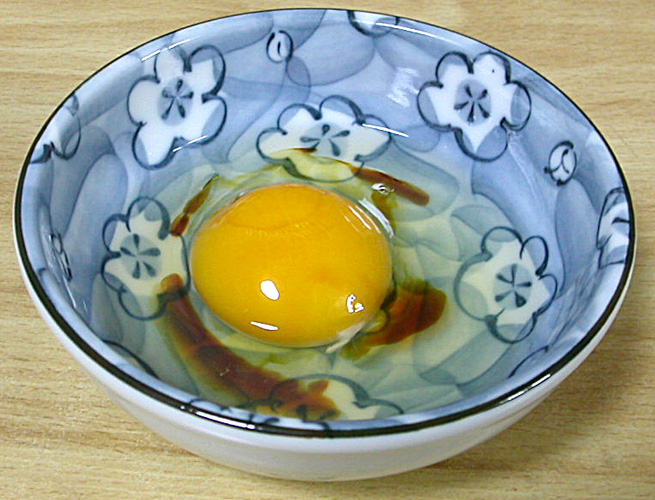
Versez la quantité désirée de sauce soja dans le bol.
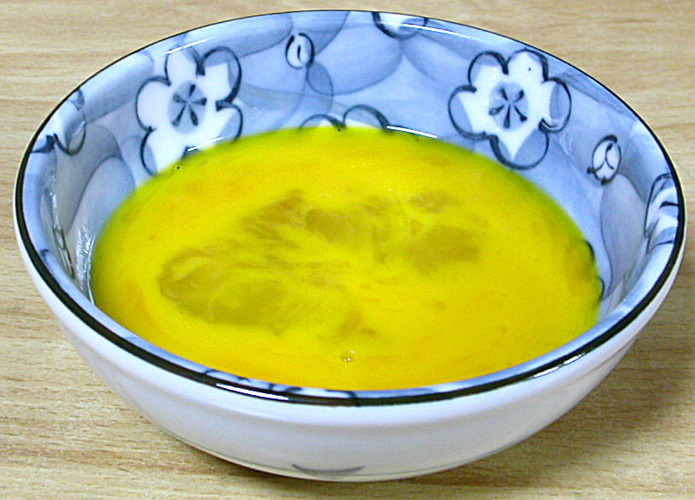
Battez l'œuf et la sauce soja, le mélange peut devenir plus ou moins noir.
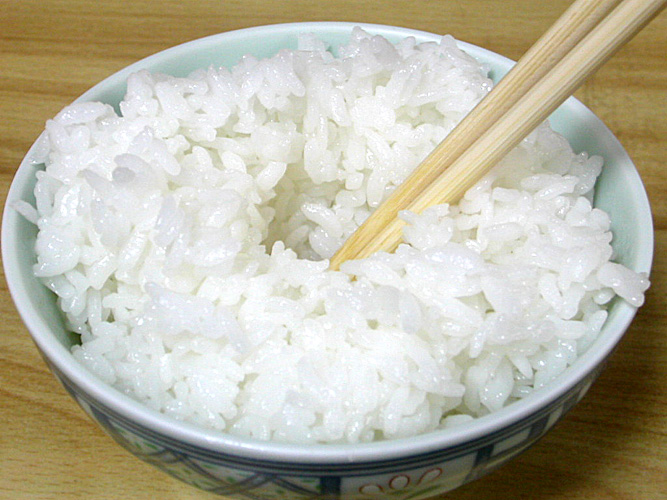
Creusez un trou au centre du bol de riz avec des baguettes.
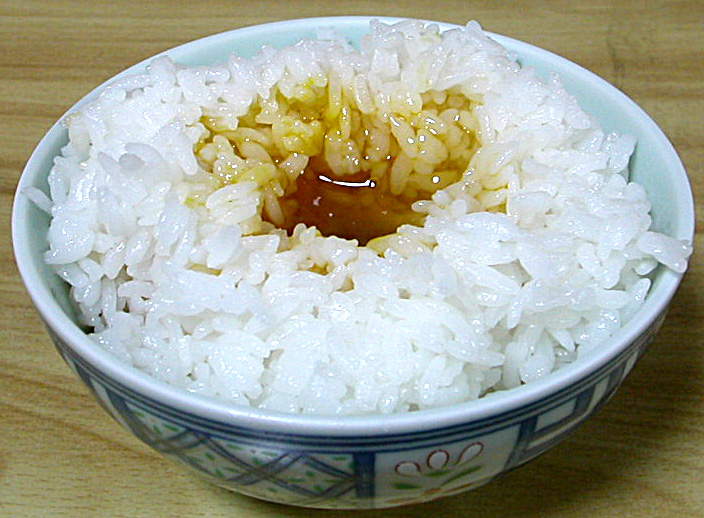
Versez la sauce dans le trou.
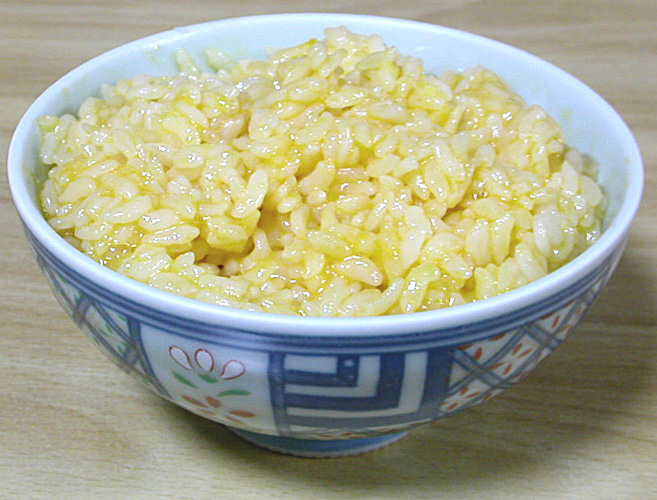
Mélangez : le noir s'atténue et le riz brille d'une couleur dorée.